# スライムタクティクス
『スライムタクティクス』（Slime Tactics）は、日本のインディーゲームスタジオであるアルタイルワークスが開発しフライハイワークスより発売されたNintendo Switch用リアルタイムストラテジーゲーム。

## 概要
アルタイルワークスが開発した前作のストラテジーゲーム『スライムの野望』と同様にスライムと人間との戦いが描かれ、スライムが人間を乗っ取りながら攻略していくというシステムも共通している。ただし、ターン制だった前作とは異なり、本作ではリアルタイムストラテジーのシステムを採用している。
プレイヤーは主人公の少女を操作して手持ちのスライムを戦場に配置し、スライムたちは独自の判断で移動し敵と交戦する。主人公は、魔法攻撃やアイテム使用などで戦闘に介入できる。

## システム
舞台となる世界は5つのエリアに分かれ、それぞれに複数のステージが含まれている。各ステージでは敵キャラクターを全て倒すか乗っ取るかすればクリア、スライムが全滅するか主人公のHPが0となった場合は敗退となる。エリアの最終ステージには巨大なボスキャラクター「神獣」が登場する。
主人公は、制限のある地形を除きフィールド内を自由に移動できる。MPを消費して行う魔法攻撃は威力が低いが、連続して敵に当てると注意を自分のほうへ向ける効果がある。また、特定のスライムを選択すると連れ歩いて誘導できるが、回数に制限がある。
スライムが交戦相手のHPを0にして乗っ取り自軍キャラクターとした際、すぐ側に小型のスライム「ベイビースライム」が現れる。ベイビースライムは体力が少なく通常時は周囲を動き回るのみだが、スライムの数が減少すると凶暴化し敵を一斉に攻撃するようになる。
人間キャラクターは様々な種類が存在するが、このうち歩兵系、騎兵系、弓兵系に分類されるものは「歩兵＜騎兵＜弓兵＜歩兵」の三すくみの関係にあり、優位なキャラクターによる攻撃はダメージ数が増加する。また、スライムや人間と異なる第三勢力としてモンスターの兵種も存在し、スライム・人間双方に攻撃を加える。

## スライム
初期段階で出撃できるのはザコスライムのみだが、ゲームを進めるごとに新たな種類が順次追加される。
また、ステージクリア時に手に入る「スライムポイント」を消費して既存のスライムの数を増やすことができる。
ザコスライム
特別な能力は持っていない。数を増やす際にスライムポイントは不要。
ロックスライム
弓攻撃に耐性がある。防御力が高め。
アップスライム
乗っ取り後に能力が上昇する。
ソウルスライム
乗っ取るまでの速度が速い。
壁スライム
HPと防御力が高いが、乗っ取りはできない。
メルティ
即座に乗っ取ることができるが、乗っ取り後は装備を全て失って裸状態となり、移動以外の行動がとれなくなる。
ヘルメス
乗っ取った人間が戦闘終了時まで生き残ると、その姿のまま次のステージでも出撃できる。
マジックスライム
魔法攻撃に耐性があり、魔法使いを乗っ取ると能力が上昇する。
モンスターキラー
人間だけでなくモンスターの乗っ取りも可能。
フライスライム
通常のキャラクターでは侵入できない高い段差や水上を移動できる。
スライムライダー
騎兵の攻撃に耐性があり、騎兵を乗っ取ると能力が上昇する。
スケベースライム
人間の女性のみ乗っ取り可能で、乗っ取り後に能力が上昇する。HPと防御力が高め。

## 神獣
アルー
両手に斧を二本持っている。ある程度弓で攻撃すると隙ができる。
フンババ
防御力が高いが村まで来ると怒り出し、攻撃力が上がる代わりにダメージが通りやすくなる。
ラマシュトゥ
前方に向かって強力な炎を吐く。
ウトゥック
硬い体を持ち、剣と弓の攻撃が効きづらい。
イシュタル
主人公を生み出し、全ての人間の支配を目論んでいる。目の前の敵を全て吹き飛ばすレーザーを放つ。

## アイテム
アイテムは後述の「覚醒の光」「解放スプレー」を除き、各種1つずつ所持した状態でステージが開始される。ステージ内の宝箱からも入手できるが、これらはプレイ中のステージでのみ使用可能。
一方、全ステージクリア後に解禁される高難易度モード「新章」ではスライムポイントでアイテムを購入でき、最大3つまでの同種アイテム持ち込みが可能となる。
香水
主人公の周囲に特殊エリアを発生させ、エリア内の自軍キャラクターを一度に引率できるようになる。
回復ポーション
使用地点の周囲に特殊エリアを一定時間発生させ、エリア内にいる自軍キャラクターのHPが回復し続ける。
吸い取りポーション
使用地点の周囲に特殊エリアを一定時間発生させ、エリア内にいる敵軍キャラクターのHPを減らし続ける。
クイックポーション
使用地点の周囲に特殊エリアを一定時間発生させ、エリア内にいる自軍キャラクターの攻撃速度が速くなる。
地雷
地面に地雷を設置し、これを踏んだ一般のキャラクターを敵味方問わず一撃で倒す。ボスキャラクターが踏んだ場合はダメージを与える。
パワースプレー
自軍キャラクターの攻撃力と防御力を上昇させる。
強化薬
一時的に主人公の攻撃力と防御力が大きく上昇し、MPを減らさずに魔法を使用できるようになる。
歩兵のメタル像,  騎兵のメタル像, 弓兵のメタル像
設置すると対象の兵種が像の周囲に引き寄せられ、像を破壊するまで攻撃し続ける。なお、ゲーム終盤で登場する特殊兵「神聖兵」には効果がない。
覚醒の光
ベイビースライムを任意のタイミングで凶暴化させることができる。特定ステージにのみ登場。
解放スプレー
乗っ取り不可の状態にある人間を元に戻す。最終ステージにのみ登場。